# Doddington (Cambridgeshire)
Doddington è un villaggio e parrocchia civile dell'Inghilterra, appartenente alla contea del Cambridgeshire.